# Evan Melbourne Greene
Evan Melbourne Greene (ur. 22 grudnia 1814 w Aurelius, zm. 2 maja 1882 w Clover Flat) – amerykański polityk, jedna z postaci we wczesnej historii Kościoła Jezusa Chrystusa Świętych w Dniach Ostatnich (mormonów). 

## Życiorys
Urodził się w Aurelius, w hrabstwie Cayuga w stanie Nowy Jork, jako syn Johna P. Greene'a i Rhody Young. Zetknął się z niedawno zorganizowanym Kościołem Jezusa Chrystusa Świętych w Dniach Ostatnich, został ostatecznie członkiem tej wspólnoty religijnej. Ochrzczony na przełomie 1831 i 1832, w 1833 służył na misji w Maine wraz z Johnem F. Boyntonem. Brał udział w jednej z pierwszych migracji świętych w dniach ostatnich, osiadł w Kirtland. Był kancelistą kworum starszych w tym mieście (1836-1837), posiadał udziały w Kirtland Safety Society. W ciągu następnej dekady mieszkał kolejno w hrabstwie Pike w stanie Illinois oraz w hrabstwie Pottawattamie w Iowa. Był skarbnikiem drugiego z tych hrabstw oraz poczmistrzem Kanesville, około 1845 został wyświęcony na wyższego kapłana. Dołączył do migrujących na zachód mormonów, w 1852 osiadł w dolinie Wielkiego Jeziora Słonego, w tym samym roku zamieszkał w Provo. Pełnił funkcję drugiego burmistrza tego miasta (1853-1854). Jego rządy w Provo splotły się z konfliktem zbrojnym między mormońskimi osadnikami a Pajutami, zakończonym porozumieniem pokojowym z sierpnia 1854. W okresie urzędowania Greene'a opracowano plany cmentarza miejskiego (czerwiec 1853) oraz wprowadzono miejski podatek od własności. 
Greene zasiadał w parlamencie Terytorium Utah (1852-1856), był jednym z inicjatorów wysiłków na rzecz systematycznego użytkowania rzeki Provo. Podczas jego kadencji w legislatywie Utah przegłosowano utworzenie Provo Canal and Irrigation Company (1853). Resztę życia spędził w rozmaitych miejscowościach, przede wszystkim w Utah, ale również w Terytorium Idaho. W 1873 został wyświęcony na patriarchę. Zmarł w Clover Flat w hrabstwie Piute, w maju 1890 jego szczątki złożono na cmentarzu w Salt Lake City.
W 1835 poślubił Susan Kent. Był ojcem mormońskiej poetki Luli Greene Richards.